# Xiphophorus mixei
Xiphophorus mixei är en fiskart som beskrevs av Kallman, Walter, Morizot och Kazianis 2004. Xiphophorus mixei ingår i släktet Xiphophorus och familjen Poeciliidae. Inga underarter finns listade i Catalogue of Life.